# アカハナグマ
アカハナグマ (赤鼻熊、学名：Nasua nasua) は、食肉目アライグマ科ハナグマ属に分類される哺乳類。南米に分布する。体重2–7.2 kg、全長85–113 cmになるが、全長の半分は尾が占める。体色は個体差が大きく、尾の縞模様は薄れることもある。だが吻部は白くならず、この点で中米に分布するハナジロハナグマと区別できる。

## 分布
南米の熱帯から亜熱帯域に広く生息する。分布域は主にアンデス山脈より東の低地で（一部、標高2500mで見られる地域もある）北はコロンビア・ガイアナから、南はウルグアイ・北部アルゼンチンまで。南米の国家ではチリにのみ自然分布しない。ロビンソン・クルーソー島に移入されている。
アンデス西部での分布域については多少の混乱があるが、エクアドルの西部、コロンビアの北部と西部から本種の記録がある。ハナジロハナグマは、南米では唯一、コロンビア北西部、パナマとの国境に近いウラバ湾からの記録があるのみである。ヤマハナグマ属 Nasuella は本種より体が小さく、より標高の高い地域に分布するが、その分布域は本種と大きく重なっている。

## 形態
頭胴長（体長）41 - 67センチメートル、尾長32 - 69センチメートル、肩高30センチメートル、体重オス4 - 5.6キログラム・メス3.5 - 4.5キログラム。顔面や吻は暗色で、目の上下や頬に白斑がある。

## 生態

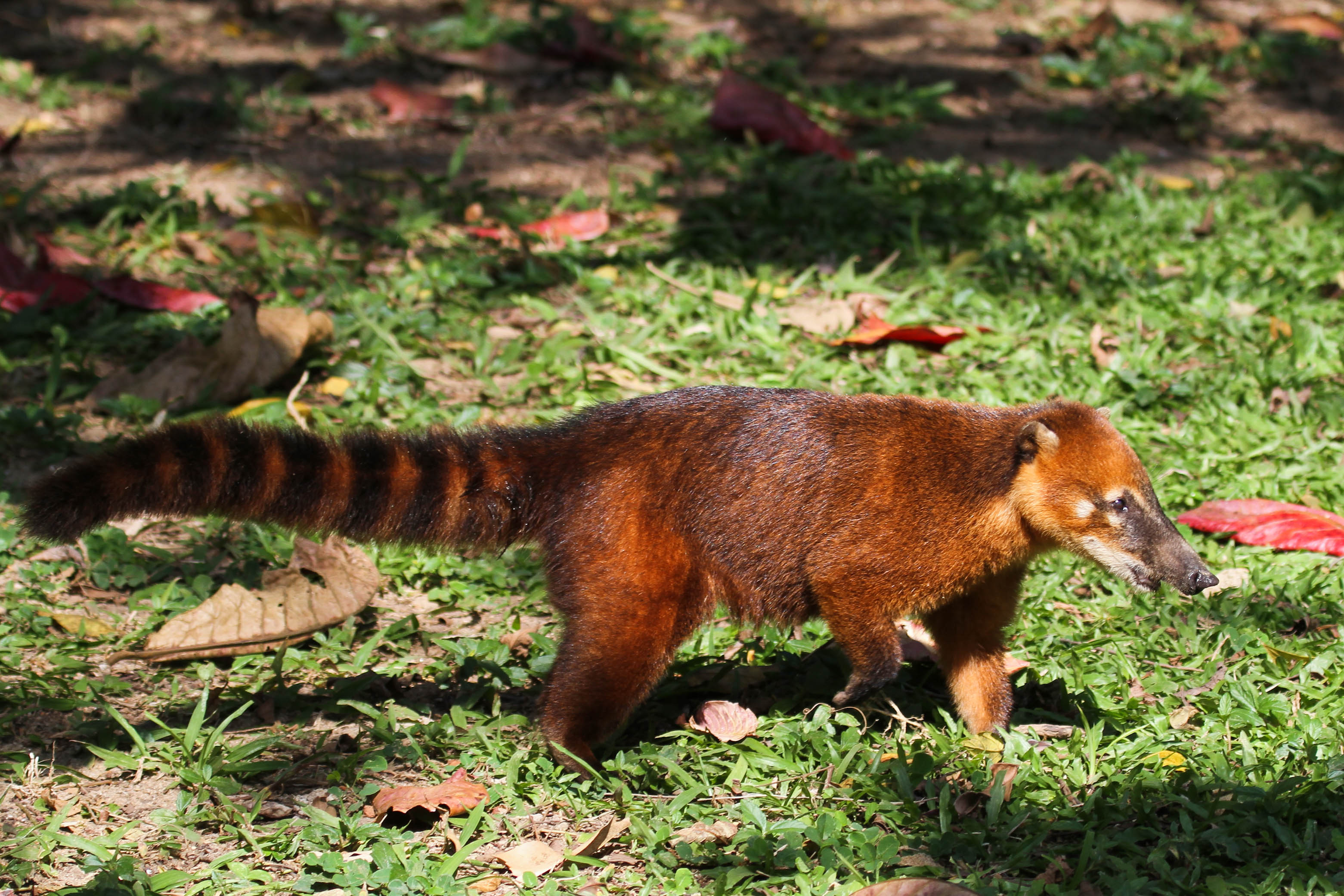
橙赤色の個体。体色は個体差が大きい
。

森林に生息する。昼行性で、地上・樹上双方で生活する。雑食性で、主に果実・無脊椎動物・他の小動物・鳥の卵などを食べる。果実を求めて高木に登る、吻で地面を掘る、石を裏返す、鉤爪で倒木を裂くなどの様々な方法で餌を探す。
メスは"bands"と呼ばれる15-30匹の大きな群れを作るが、成獣のオスは繁殖期を除いて単独で生活する。生態が異なるために、かつてはオスは別の種だと思われ、現在も用いられるcoatimundiという別名が付けられた。雌雄共に縄張りは持たないため、生活圏は重なることもある。
群れの個体は、小さく鼻を鳴らすことでコミュニケーションをとる。警戒音はこれとは違い、大きな唸り声やクリック音である。警戒音を聞いた個体は木に登り、その後落下して逃げ散る。天敵としてはキツネ・ジャガー・ジャガランディ・イヌ・人間などがある。
木の上で眠ることが多い。
野生での寿命は7年程度だが、飼育下では14年ほど生きる。長期飼育として17年8か月の生存記録がある。

## 繁殖
メスは果実が熟する時期に、全個体同時に発情する。メスは複数のオスと交尾し、77日の妊娠期間の後、2-4匹の仔を産む。仔は樹上に作った巣に入れられ、4–6週育てられる。メスはこの間、群れを離れる。メスは自身の生まれた群れに残る傾向があるが、オスは3年ほどで群れから出る。

## 分類
Wozencraft (2005) では13亜種が認められている。
Nasua nasua nasua (Linnaeus, 1766)
ブラジル（ペルナンブーコ州）
Nasua nasua aricana Vieira, 1945
ブラジル（マットグロッソ州）
Nasua nasua boliviensis Cabrera, 1956
ボリビア（コチャバンバ県）
Nasua nasua candace Thomas, 1912
コロンビア（アンティオキア県）
Nasua nasua cinerascens Lönnberg, 1921
アルゼンチン（チャコ州）
Nasua nasua dorsalis Gray, 1866
エクアドル、ペルー
Nasua nasua manium Thomas, 1912
エクアドル（グアヤキル）
Nasua nasua molaris Merriam, 1902
メキシコ（コリマ州）
このタクソンは本来シロバナアナグマの亜種Nasua narica molaris Merriam, 1902として分類されており、Wozencraft (2005) でも本種とシロバナアナグマで重複している。
Nasua nasua montana Tschundi, 1844
ペルー
Nasua nasua quichua Thomas, 1912
エクアドル（アスアイ県）
Nasua nasua solitaria Schinz, 1823
ブラジル（エスピリトサント州）
Nasua nasua spadicea Olfers, 1818
パラグアイ
Nasua nasua vittata Tschudi, 1844
ガイアナ内陸部